# Уолпол, Роберт, 2-й граф Орфорд
Ро́берт Уо́лпол, 2-й гра́ф О́рфорд (англ. Robert Walpole, 2nd Earl of Orford; 1701 — 31 марта 1751) — британский аристократ и государственный деятель, граф Орфорд (1745—1751). Старший сын премьер-министра Великобритании Роберта Уолпола.

## Биография
Роберт Уолпол был старшим из 6 детей в семье Роберта Уолпола и его первой жены Кэтрин Шортер, которая была дочерью сэра Джона Шортера. Получил образование в Итонском колледже.
В 1723 году Роберт Уолпол был возведён отцом в пэры, получив титул барон Уолпол. В последующие годы он занимал несколько должностей, среди которых были лорд-лейтенант Девона (1731—1751) и аудитор казначейства (1739—1751).
В 1745 году после смерти отца унаследовал его титул граф Орфорд, который был ему присвоен в 1742 году. 
Скончался 31 марта 1751 года в возрасте около 50 лет.

## Личная жизнь
В марте 1724 года женился на 15-летней Маргарет Ролле, дочери Сэмюэла Ролле. У супругов был единственный сын Джордж Уолпол (1730—1791), ставший наследником отцовских титулов. Через некоторое время после рождения сына супруги развелись.
Его любовницей была театральная актриса Ханна Норса, от которой у него в 1740 году родился незаконнорожденный сын Роберт, вероятно умерший в детстве.